# Kegelberg (Glücksburg)
Der Kegelberg (dänisch Keglebjerg) in der schleswig-holsteinischen Gemeinde Glücksburg ist eine Erhebung inmitten des Ortsbereichs der Stadt Glücksburg, die eine Höhe von 28 m ü. NN hat.

## Hintergrund
Der Kegelberg liegt direkt nördlich des Ortszentrums, wo sich das Glücksburger Rathaus und der Einzelhandelsbereich des Ortes befindet. Der Glücksburger Kegelberg erhielt seinen Namen wie andere Kegelberge offensichtlich auf Grund seiner Kegelgestalt. Der Topograph Johannes von Schröder erwähnte in seiner kurzen Beschreibung des Ortes Glücksburg im Jahr 1854 auch den Kegelberg und wies in diesem Zusammenhang darauf hin, dass die Besteiger des Berges von dort eine schöne Aussicht hätten. Auf der Karte der Preußischen Landesaufnahme von 1879 war der Kegelberg schon eingezeichnet und namentlich genannt.

## Bebauung
Südwestlich vom Berggipfel, auf der rechten Seite vom Central-Café (Collenburger Straße 1), wurde 1894 ein erster Fahrweg angelegt, der bis auf den Kegelberg führte. 1938 wurde der heutige Fahrweg, der bei der Waldstraße beginnt, angelegt. Anfang des 20. Jahrhunderts wurde wohl auch ein Treppenaufgang von der Waldstraße angelegt, der 1980 wiederentdeckt und erneuert wurde. Die Treppe erhielt den Namen Jürgen-Sauermann-Treppe. Jürgen Sauermann war bis 2002 Rektor der Schule am Kegelberg. Am östlichen Bergrand liegt außerdem die Straße Am Kegelberg, welche von der Paulinenallee abgeht.
Südlich vom Berggipfel, noch auf dem Berg, wurde 1895 die Schule am Kegelberg errichtet, welche die Adresse Schulweg 1 erhielt, weshalb der Berg in Folge seitdem hin und wieder auch „Schulberg“ genannt wird. Die ehemalige Volksschule ist heute eine Grundschule. 1962/63 wurden die heutigen Schulgebäude errichtet. Der mehrgeschossige Altbau der Schule, der mit seiner Höhenlage die Stadtkrone im Ortsbild des Stadtzentrums bildete, wurde 1977 abgerissen. 1988 wurden die Schüler des Hauptschulzweiges auf Flensburger Schulen umverteilt und der Hauptschulzweig der Schule am Kegelberg geschlossen. Die heutige Grundschule bietet Förderschulprogramme und Sonderpädagogische Beratung an. Direkt im Schulgebäude ist heute auch noch ein deutscher Kindergarten untergebracht. Ein dänischer Kindergarten wurde 1951 nördlich der Schule eingerichtet. Diese erhielt die Adresse Am Kegelberg 1. In der Schule ist heute im Übrigen auch das Stadtarchiv Glücksburgs zu finden.
Ende der 1960er Jahre wurde die Skulptur der Flötenspieler von Siegbert Amler am Fuße des Kegelberges, unterhalb der Schule, zum Zentrum  hin aufgestellt.

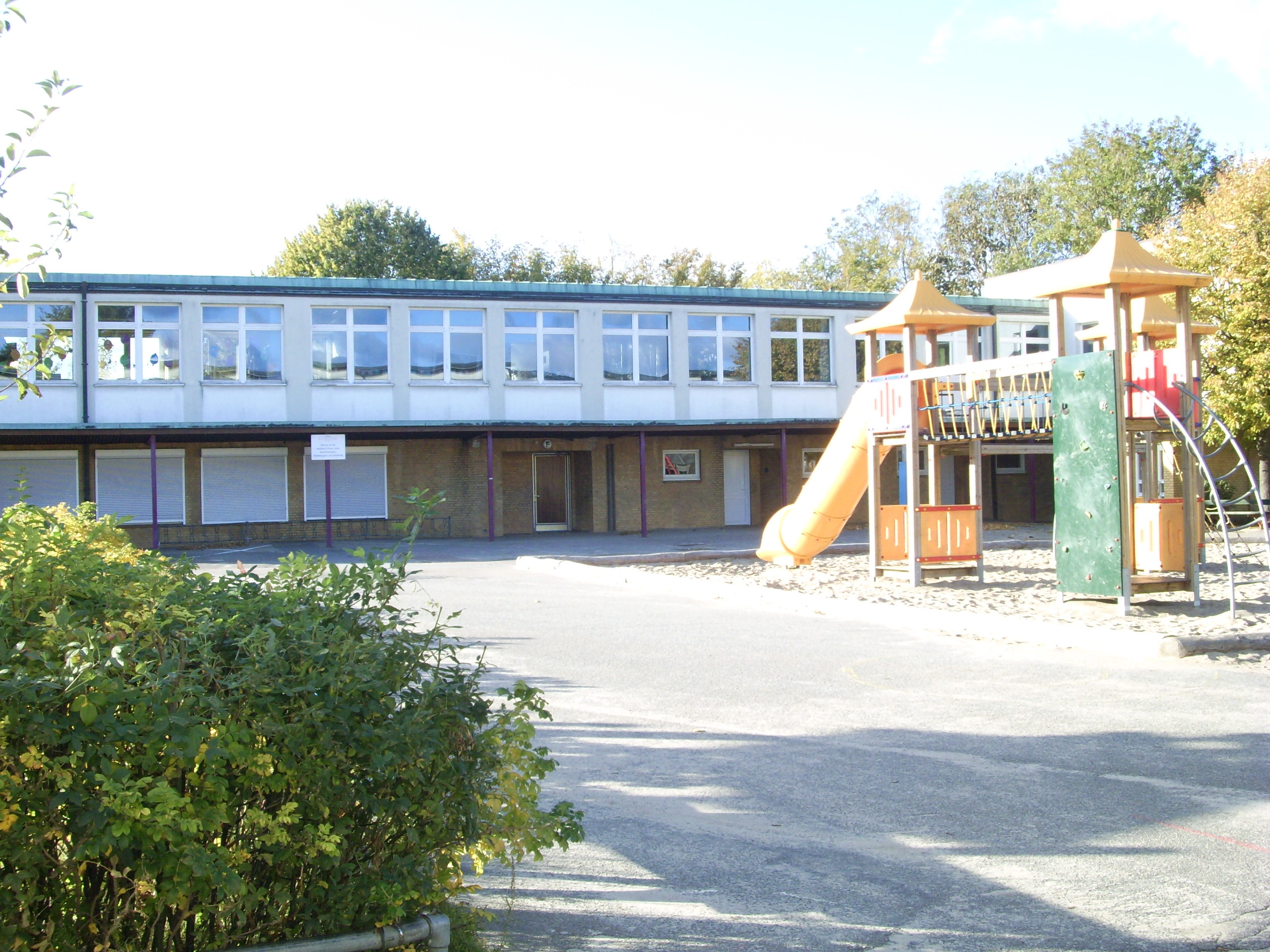
Die Schule am Kegelberg
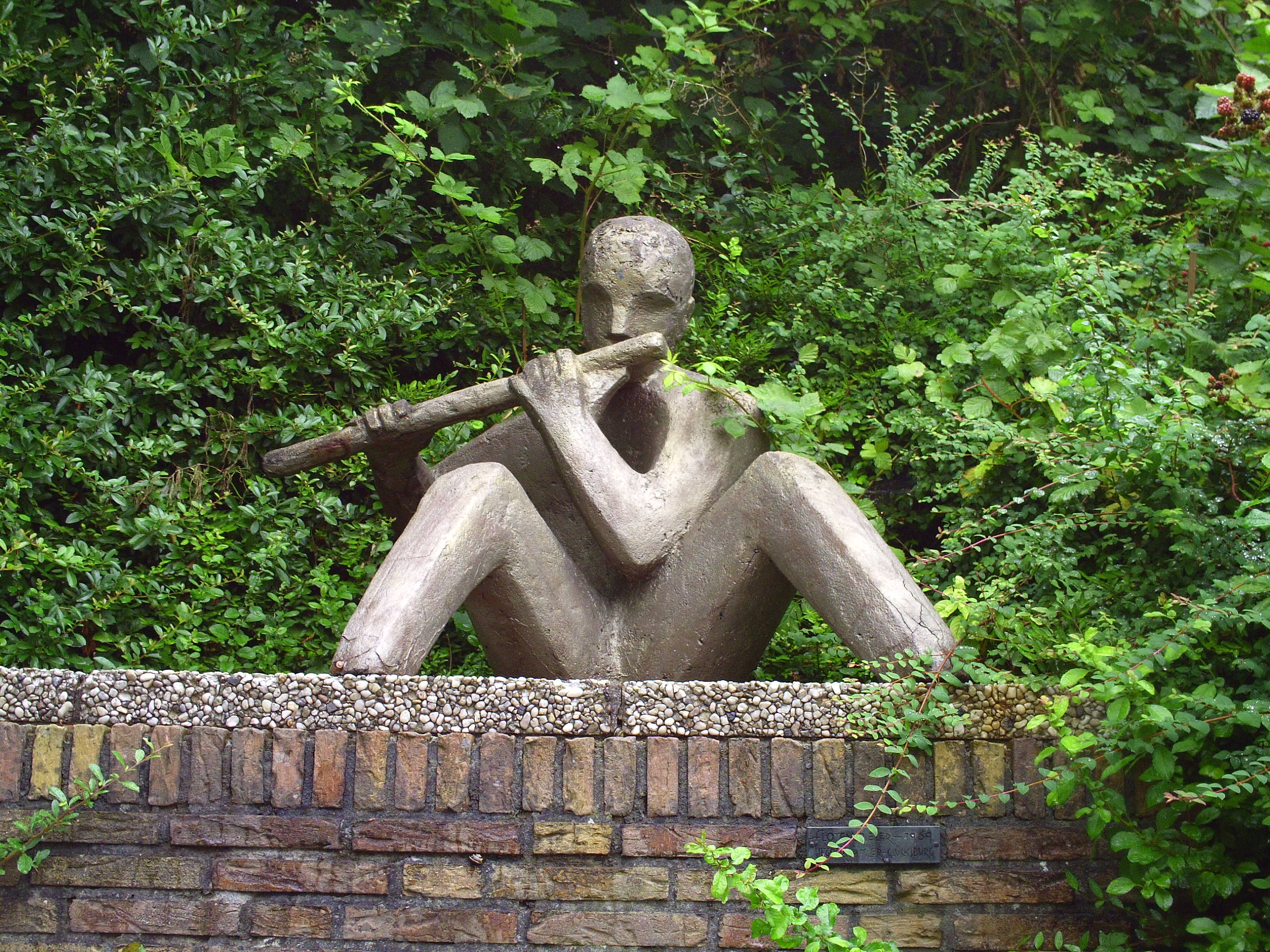
Der Flötenspieler am Fuße des Kegelberg von 1969.